# Papa Nicolau V
|  | Per a altres significats, vegeu «Nicolau V». |

Nicolau V (Sarzana, 15 de novembre de 1397 - Roma, 24 de març de 1455) va ser Papa de Roma del 1447 al 1455.
De nom Tommaso Parentucelli, la mort del seu pare, metge de professió, fa que hagi d'abandonar els estudis que realitzava a Bolonya i es converteixi en tutor dels fills de les famílies florentines Strozzi i Albizzi, la qual cosa li permetrà travar coneixement amb els principals pensadors humanistes de l'època.
Després de tornar a Bolonya, finalitza els seus estudis de teologia i, el 1422, va entrar al servei com a bibliotecari, de Niccolo Albergati el bisbe de la ciutat, cosa que li va permetre aprofundir en els seus estudis i en la seva formació humanista.
Els seus coneixements patrologia i escolàstica el fan destacar en el concili de Florència, i després de la mort del seu protector, el 1444, el va substituir com a bisbe de Bolonya.
Els desordres cívics a Bolonya fan que el papa Eugeni IV l'enviï com a legat papal a Frankfurt amb la missió de negociar un acord entre la Santa Seu i el Sacre Imperi. L'èxit de la seva missió fa que, al seu retorn a Roma, sigui anomenat el 1446 cardenal de Santa Susanna.
A l'any següent, després de la mort d'Eugeni IV, és elegit pontífex i en ser consagrat el 19 de març del 1447 va adoptar el nom de Nicolau V en honor del seu protector i benefactor Niccolò Albergati.
Els seus vuit anys de pontificat van suposar importants fites tant des del punt de vista polític com des del científic i literari.
Home del Renaixement, imbuït de l'esperit humanista va fundar la Biblioteca Vaticana el 1448 i va fomentar la traducció de clàssics com Diodor, Tucídides, Homer i Estrabó. Políticament, va firmar el 17 de febrer de 1448 amb l'emperador del Sacre Imperi, Frederic III, el Concordat de Viena o Aschaffenburg per la que aquest renunciava als seus drets sobre l'Església alemanya a canvi del suport papal i de ser coronat emperador pel pontífex. A l'any següent va aconseguir així mateix la renúncia i submissió de l'antipapa Fèlix V i el seu reconeixement, com a pontífex únic, per part del Concili de Basilea.
Va proclamar així mateix un jubileu que hauria de celebrar-se a Roma el 1450 i que va suposar per a la ciutat una important font d'ingressos que van permetre a Nicolau V disposar dels mitjans necessaris per continuar la restauració i enriquiment artístic iniciat pel seu antecessor en el soli pontifici.
El 1452, en compliment del seu acord amb Frederic III, el va coronar a la Basílica de Sant Pere, acte que no tornaria a repetir-se mai més en la història. El 18 de juny de 1452, el Papa Nicolau V va publicar la butlla que Dum diversas que autoritzava el comerç d'esclaus a l'Àfrica Occidental. i autoritzava als portuguesos a conquerir els sarraïns i els pagans i a consignar-los a l'esclavitud. El Papa Calixt III va reiterà la butlla el 1456.
Durant el seu papat va intentar convocar els reis cristians a una croada per evitar la imminent caiguda de Constantinoble a les mans dels turcs, però la seva crida va ser ignorada i la ciutat va caure el 1453 finalitzant així el mil·lenari Imperi Romà d'Orient encara que les últimes possessions romanes d'Orient aguantarien fins al 1461.
Va morir malalt de gota el 24 de març del 1455.
Les profecies de Sant Malaquies es refereixen a aquest papa com De modicitate lunae (De la modèstia de la lluna), citació que fa referència als seus orígens modestos i que el seu pontificat va estar marcat per l'amenaça turca a Europa (sota la bandera de la Mitja Lluna).